# Lauren Morelli
Lauren Morelli (* 22. Juli 1982) ist eine US-amerikanische Drehbuchautorin. Sie ist vor allem bekannt für ihre Arbeit an der Netflix-Serie Orange Is the New Black und für die Entwicklung von Netflix’ Stadtgeschichten, einer Fortsetzung der gleichnamigen Miniserie von Channel 4.

## Beruflicher Werdegang
Morelli, die im Pittsburgher Vorort McCandless, Pennsylvania, aufwuchs, absolvierte die Winchester Thurston School und studierte anschließend Tanz am Marymount Manhattan College in New York City, bis eine Rückenverletzung ihre Tanzkarriere beendete.
Nach mehreren Jahren Trauer über die Aufgabe ihrer Tanzkarriere wurde Morelli von einem College-Professor inspiriert, eine Karriere als Schriftstellerin zu verfolgen. Sie begann mit Kurzgeschichten und kleinen Blog-Einträgen, bis sie 2013 ihre erste professionelle Schreibposition in der Netflix-Serie Orange Is the New Black bekam. Sie wurde für zwei Episoden der ersten Staffel von Orange Is the New Black, WAC-Pack und Tall Men with Feelings, zur leitenden Autorin ernannt. Morelli war auch als Dramatikerin tätig: Ihr Kurzstück Roach & Rat wurde in der Produktion von Just Right Just Now in New York gezeigt.

## Privates
Morelli lebt lesbisch. Im September 2014 reichte Morelli die Scheidung von ihrem Ehemann Steve Basilone ein, mit dem sie zwei Jahre verheiratet war. Am 4. Oktober 2016 gab Morelli ihre Verlobung mit der Schauspielerin Samira Wiley bekannt, mit der sie seit ihrem öffentlichen Coming-out eine Beziehung führt und heiratete sie am 25. März 2017 in Palm Springs, Kalifornien.

## Auszeichnungen und Nominierungen
Morelli wurde für ihre Arbeit an Orange Is the New Black für den Preis der Online Film and Television Association 2014 für das Beste Drehbuch in einer Fernseh-Komödie und für den Preis der Writers Guild of America 2014 und 2015 für die Beste Fernseh-Komödie nominiert, zusammen mit mehreren anderen Autoren der Show.

## Filmografie (Auswahl)

### Produktion
- 2015–2017: Orange Is the New Black (Fernsehserie)
- 2019: Stadtgeschichten (Miniserie)

### Drehbuch
- 2015–2017: Orange Is The New Black
- 2017: Hum
- 2019: Stadtgeschichten

### Regie
- 2017: Hum
- 2020: Slutty Teenage Bounty Hunters